# Monacanthidae
Affini ai Balistidi, i Monacantidi (Monacanthidae Nardo, 1843) sono una famiglia di pesci ossei d'acqua salata dell'ordine dei Tetraodontiformes, diffusi nelle fasce tropicali di tutti gli oceani.

## Descrizione
I Monacantidi sono riconoscibili dal caratteristico muso allungato, simile ad un rostro, e dal corpo vagamente romboidale e allungato. Sulla testa è presente una spina erettile, che il pesce può far scattare e bloccare, usata probabilmente a scopo difensivo ed intimidatorio. Non possiede pinne ventrali, ma due spine, collegate al ventre da un lembo di pelle. La pinna anale e quella dorsale sono lunghe, opposte e speculari. La coda è forte, a delta. 

La livrea varia secondo la specie, da colorazioni mimetiche a molto visibili, con macchie, strisce e zebrature. 

Le dimensioni variano da pochi centimetri a 1 metro (Aluterus scriptus)

## Alimentazione

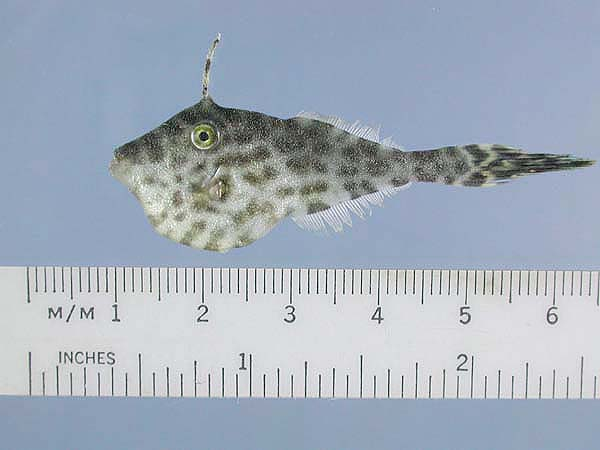
Un avannotto di Aluterus scriptus

Questi pesci si nutrono di invertebrati bentonici, molte sono specializzate in polipi corallini e zooplancton.

## Riproduzione
Mentre alcune specie rilasciano le uova in acqua durante l'accoppiamento, molti Monacantidi depongono le uova in un sito preparato con cura dai genitori. Successivamente la coppia (a volte anche solo il maschio) monta la guardia alle uova fino alla schiusa. Le larve, e gli avannotti poi, hanno una particolare forma con testa grossa e lunga coda, simile ad una rana pescatrice, spesso mostrando livree completamente diverse dalla forma adulta, che assumerà crescendo.

## Tassonomia

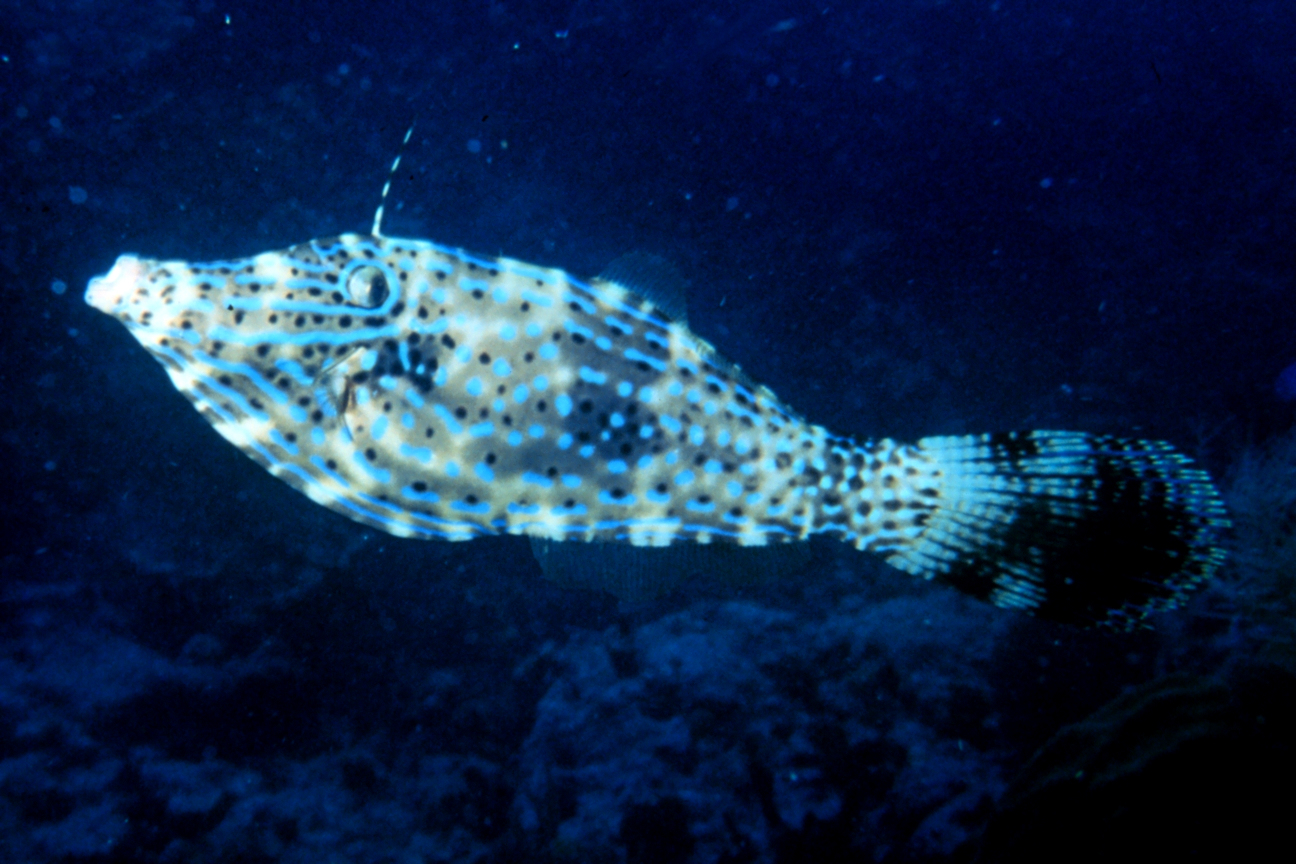
Aluterus scriptus

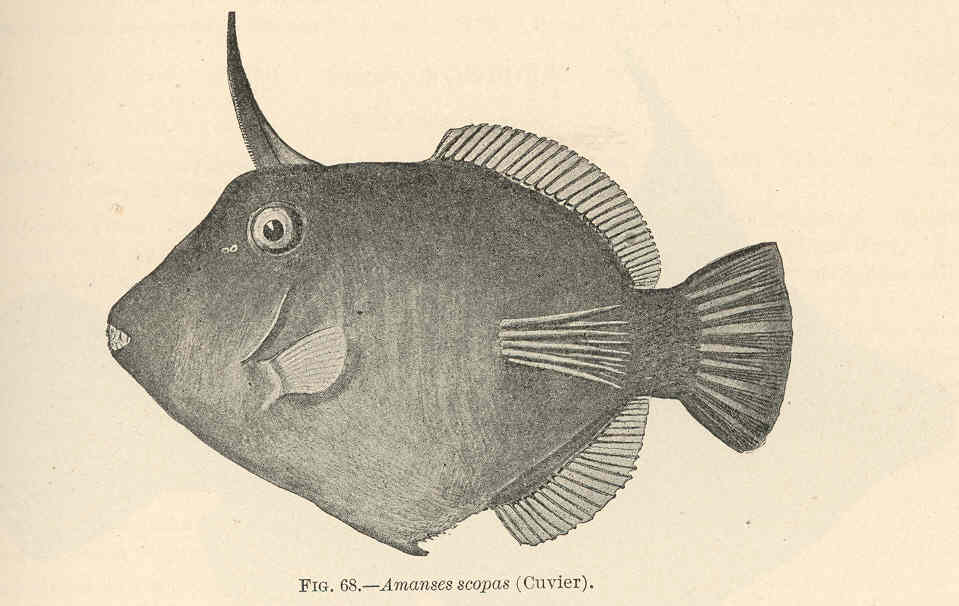
Amanses scopas

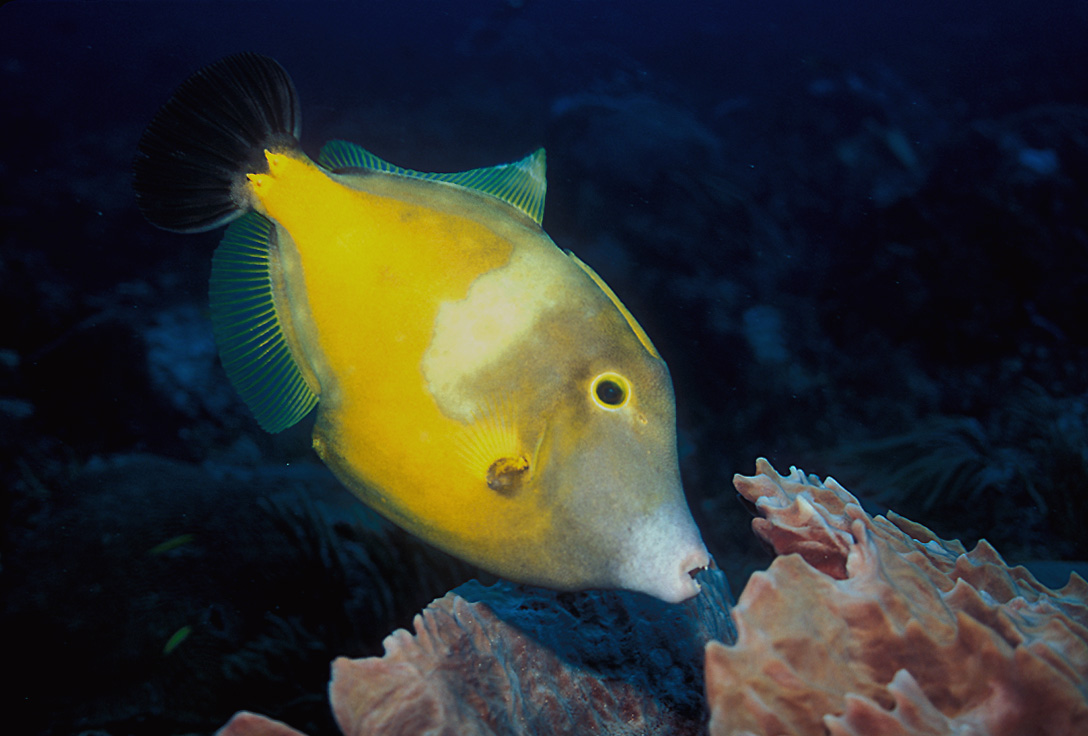
Cantherhines macrocerus

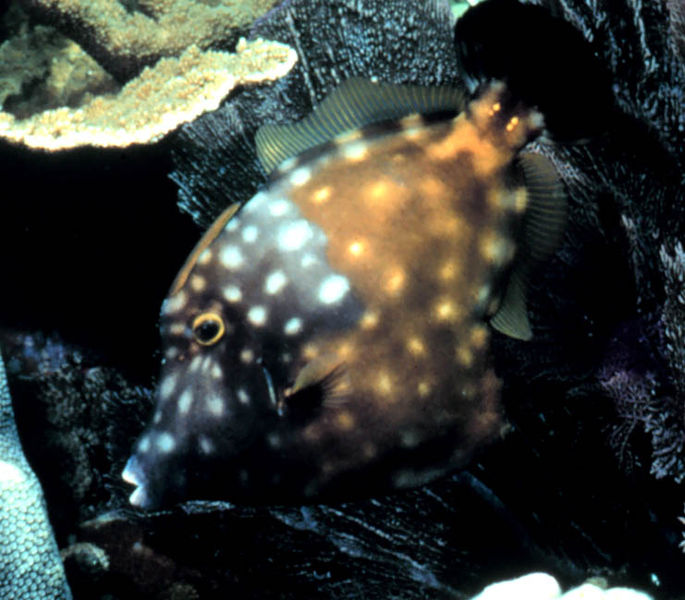
Cantherhines macrocerus, forma giovanile

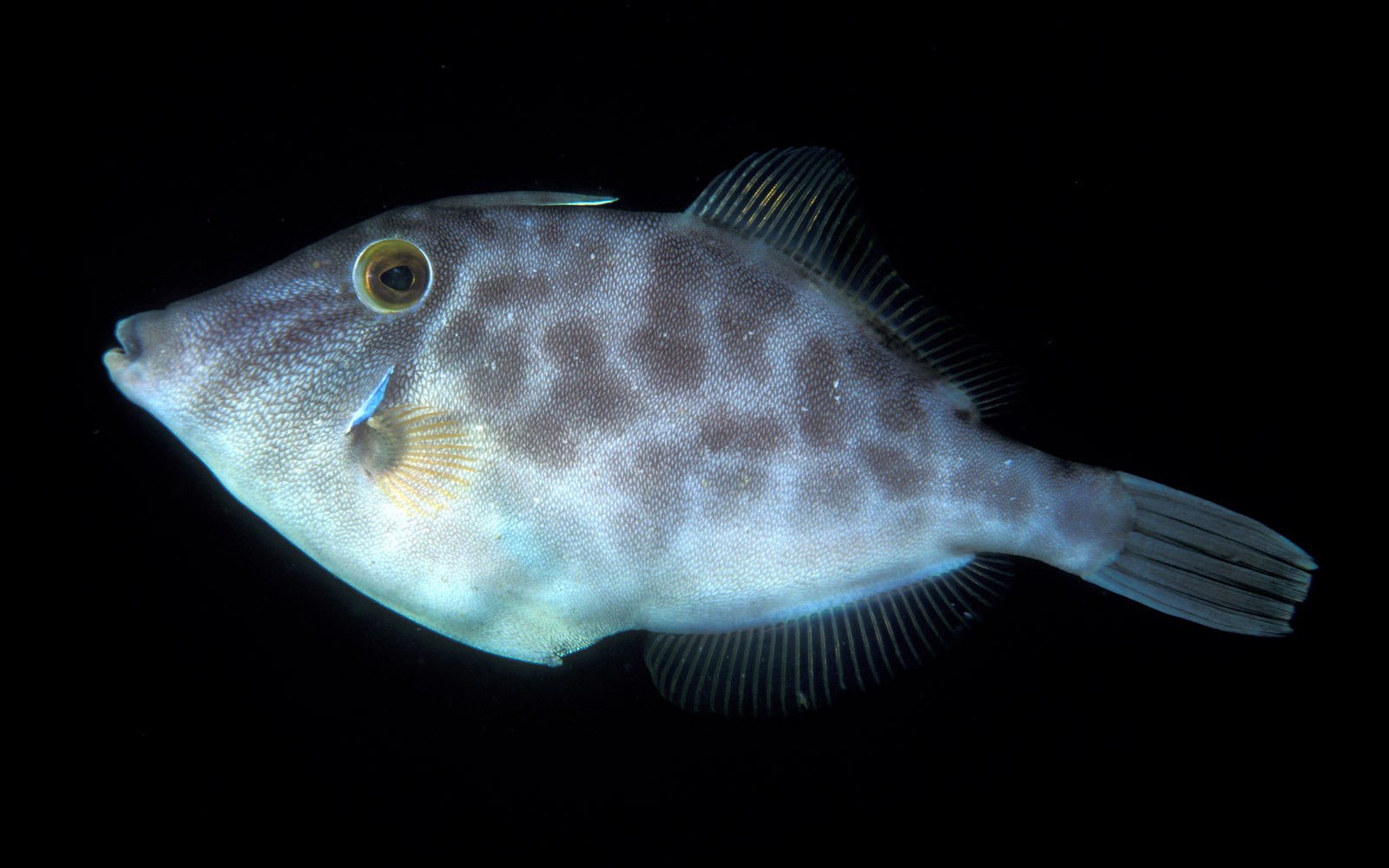
Meuschenia scaber

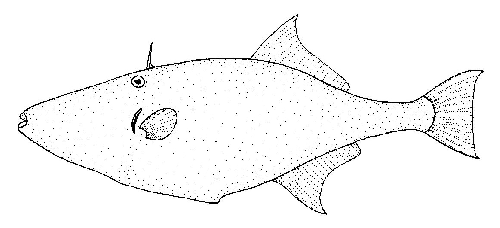
Nelusetta ayraud

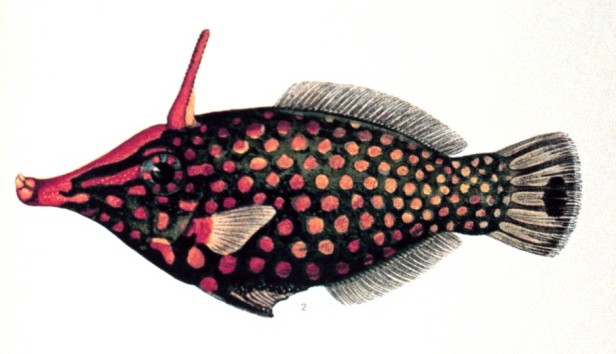
Oxymonacanthus longirostris

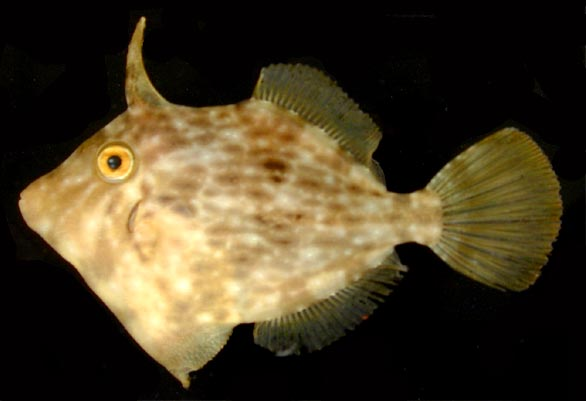
Stephanolepis hispidus

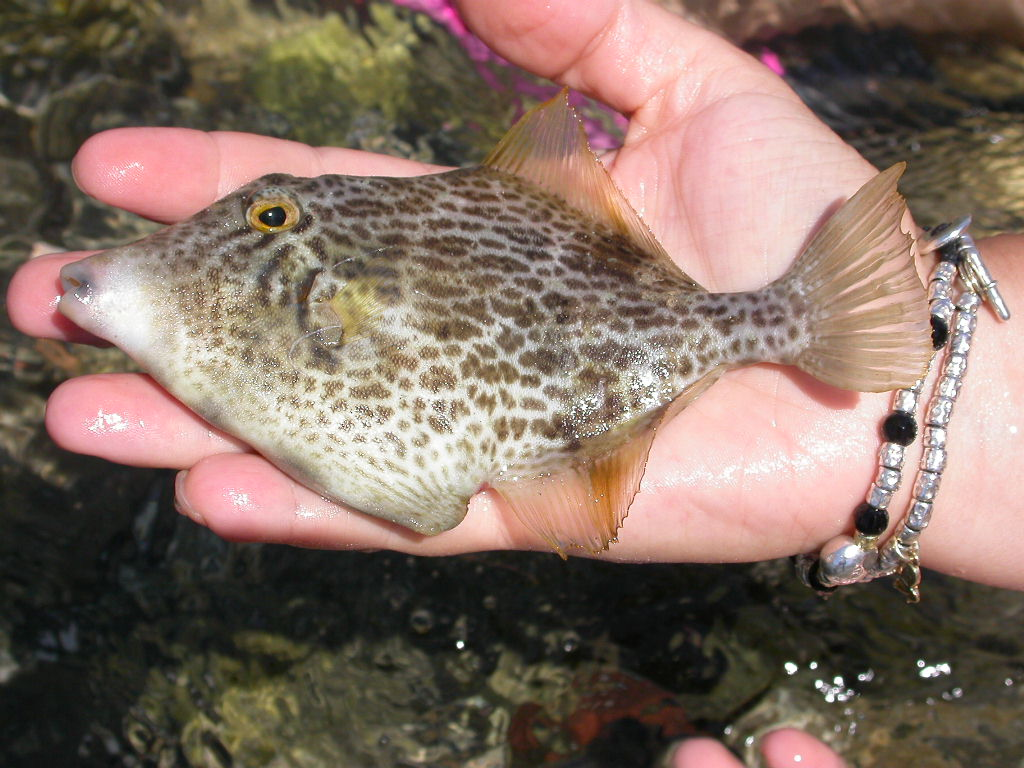
Stephanolepis diaspros

- Genere Acanthaluteres
  - Acanthaluteres brownii
  - Acanthaluteres spilomelanurus
  - Acanthaluteres vittiger
- Genere Acreichthys
  - Acreichthys hajam
  - Acreichthys radiatus
  - Acreichthys tomentosus
- Genere Aluterus
  - Aluterus heudelotii
  - Aluterus maculosus
  - Aluterus monoceros
  - Aluterus schoepfii
  - Aluterus scriptus
  - Aluterus velutinus
- Genere Amanses
  - Amanses scopas
- Genere Anacanthus
  - Anacanthus barbatus
- Genere Brachaluteres
  - Brachaluteres baueri
  - Brachaluteres jacksonianus
  - Brachaluteres taylori
  - Brachaluteres ulvarum
- Genere Cantherhines
  - Cantherhines dumerilii
  - Cantherhines fronticinctus
  - Cantherhines longicaudus
  - Cantherhines macrocerus
  - Cantherhines melanoides
  - Cantherhines multilineatus
  - Cantherhines pardalis
  - Cantherhines pullus
  - Cantherhines rapanui
  - Cantherhines sandwichiensis
  - Cantherhines tiki
  - Cantherhines verecundus
- Genere Cantheschenia
  - Cantheschenia grandisquamis
  - Cantheschenia longipinnis
- Genere Chaetodermis
  - Chaetodermis penicilligerus
- Genere Colurodontis
  - Colurodontis paxmani
- Genere Enigmacanthus
  - Enigmacanthus filamentosus
- Genere Eubalichthys
  - Eubalichthys bucephalus
  - Eubalichthys caeruleoguttatus
  - Eubalichthys cyanoura
  - Eubalichthys gunnii
  - Eubalichthys mosaicus
  - Eubalichthys quadrispinus
- Genere Lalmohania
  - Lalmohania velutina
- Genere Meuschenia
  - Meuschenia australis
  - Meuschenia flavolineata
  - Meuschenia freycineti
  - Meuschenia galii
  - Meuschenia hippocrepis
  - Meuschenia scaber
  - Meuschenia trachylepis
  - Meuschenia venusta
- Genere Monacanthus
  - Monacanthus chinensis
  - Monacanthus ciliatus
  - Monacanthus tuckeri
- Genere Nelusetta
  - Nelusetta ayraud
- Genere Oxymonacanthus
  - Oxymonacanthus halli
  - Oxymonacanthus longirostris
- Genere Paraluteres
  - Paraluteres arqat
  - Paraluteres prionurus
- Genere Paramonacanthus
  - Paramonacanthus arabicus
  - Paramonacanthus choirocephalus
  - Paramonacanthus cryptodon
  - Paramonacanthus filicauda
  - Paramonacanthus frenatus
  - Paramonacanthus japonicus
  - Paramonacanthus lowei
  - Paramonacanthus matsuurai
  - Paramonacanthus nematophorus
  - Paramonacanthus nipponensis
  - Paramonacanthus oblongus
  - Paramonacanthus otisensis
  - Paramonacanthus pusillus
  - Paramonacanthus sulcatus
  - Paramonacanthus tricuspis
- Genere Pervagor
  - Pervagor alternans
  - Pervagor aspricaudus
  - Pervagor janthinosoma
  - Pervagor marginalis
  - Pervagor melanocephalus
  - Pervagor nigrolineatus
  - Pervagor randalli
  - Pervagor spilosoma
- Genere Pseudalutaris
  - Pseudalutarius nasicornis
- Genere Pseudomonacanthus
  - Pseudomonacanthus elongatus
  - Pseudomonacanthus macrurus
  - Pseudomonacanthus peroni
- Genere Rudarius
  - Rudarius ercodes
  - Rudarius excelsus
  - Rudarius minutus
- Genere Scobinichthys
  - Scobinichthys granulatus
- Genere Stephanolepsis
  - Stephanolepis auratus
  - Stephanolepis cirrhifer
  - Stephanolepis diaspros
  - Stephanolepis hispidus
  - Stephanolepis setifer
- Genere Thamnaconus
  - Thamnaconus analis
  - Thamnaconus arenaceus
  - Thamnaconus degeni
  - Thamnaconus fajardoi
  - Thamnaconus fijiensis
  - Thamnaconus hypargyreus
  - Thamnaconus melanoproctes
  - Thamnaconus modestoides
  - Thamnaconus modestus
  - Thamnaconus paschalis
  - Thamnaconus septentrionalis
  - Thamnaconus striatus
  - Thamnaconus tessellatus